# Liksgelisen
Liksgelisen är ett naturreservat i Sorsele kommun i Västerbottens län.
Området är naturskyddat sedan 1995 och är 250 hektar stort. Reservatet omfattar berget Liksgelisen och våtmarker däromkring. Skogen består av barrskog där inslaget av gran växer på tallens bekostnad.